# Costante Girardengo

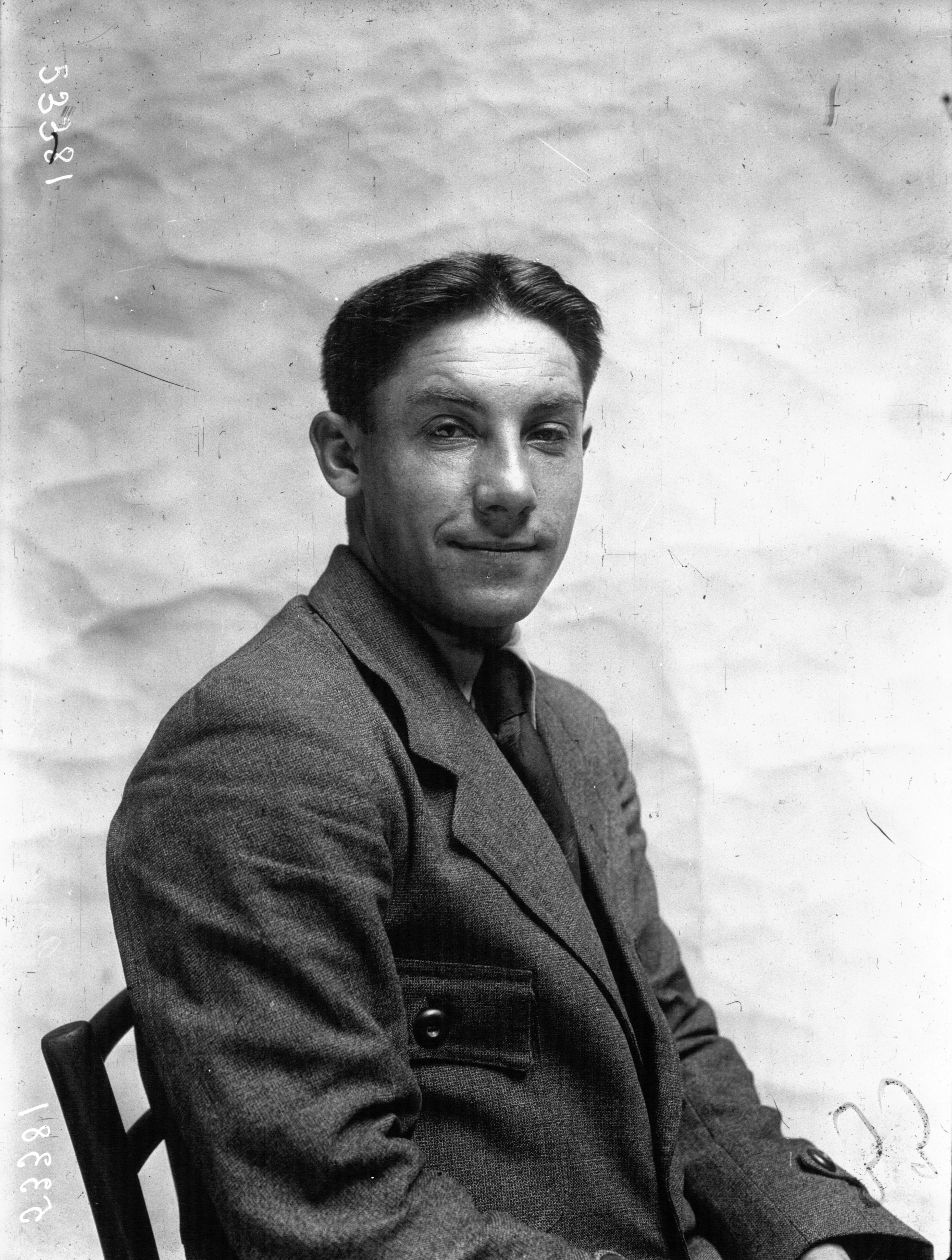
Costante Girardengo (1914)

Costante Girardengo (* 18. März 1893 in Novi Ligure; † 9. Februar 1978 in Cassano Spinola) war ein italienischer Radrennfahrer.
Er gewann zweimal den Giro d’Italia, sechsmal Mailand–Sanremo und dreimal die Lombardei-Rundfahrt. Er erhielt als erster Radrennfahrer den Ehrentitel Campionissimo und kann als der erste wirkliche Star in der Geschichte des Radsports bezeichnet werden.

## Biographisches

### Karrierestart
Als Girardengo im Jahr 1912 Profi wurde, konnten sicherlich weder er noch die heißblütigen italienischen Tifosi ahnen, dass hier der erste große Seriensieger des Radsports auf der Bühne erschienen war, auch wenn ein neunter Platz bei der sehr schweren Lombardei-Rundfahrt im Debütjahr aufhorchen ließ.
Doch schon im Folgejahr 1913 wurde seine Klasse deutlich: Er holte den ersten von insgesamt neun italienischen Meistertiteln auf der Straße – schon damals der mit Sicherheit umkämpfteste nationale Titel im Radsport. Außerdem gelang ihm ein Etappensieg und der sechste Gesamtrang beim Giro d’Italia sowie ein Sieg beim sehr langen Eintagesrennen Rom-Neapel-Rom.
Im Folgejahr 1914 wiederholte er den Sieg bei der italienischen Meisterschaft und gewann eine weitere Etappe beim Giro d’Italia: den längsten dort jemals ausgefahrenen Tagesabschnitt von Lucca nach Rom über 430 Kilometer.
Doch gerade als seine Karriere Fahrt aufgenommen hatte, wurde sie jäh unterbrochen: Man kann nur ahnen, wie seine Palmarès aussehen würden, wenn nicht der Erste Weltkrieg für das Ausfallen des Giro d’Italia und der meisten anderen Rennen in den Jahren 1915 bis 1918 gesorgt hätte.
Als der Rennbetrieb 1917 langsam wieder in Gang kam, brauchte Costante Girardengo etwas länger, um seine Hochform wiederzufinden. So gelangen ihm in diesem Jahr nur diverse gute Platzierungen. Eine Platzierung jedoch, der zweite Platz bei Mailand–Sanremo, deutete an, was Girardengo berühmt werden lassen sollte: denn ein Jahr später, 1918, holte er dort, bei der sogenannten Classicissima, den ersten von insgesamt sechs Siegen, ein Rekord der erst über fünfzig Jahre später vom größten Radfahrer aller Zeiten, Eddy Merckx, übertroffen werden sollte.

### Das Traumjahr
Das Jahr 1919 überbot alles bisher erreichte: Costante Girardengo gewann zum dritten Mal die italienische Straßenmeisterschaft und dominierte den Giro d’Italia von der ersten bis zur letzten Etappe im Maglia Rosa mit sieben Etappensiegen – mit dem Sieg beim damals wichtigsten Rennen der Welt war er endgültig zum Champion geworden. Er rundete das Jahr im Herbst mit dem Sieg beim zweiten großen italienischen Klassiker, der Lombardei-Rundfahrt, ab.
Doch die Hoffnungen (und Befürchtungen), diese Dominanz könne die nächsten Jahre anhalten, bestätigten sich nicht: Zwar setzte er seine Serie an italienischen Meisterschaften ungebrochen bis 1925 fort und gewann weiter wichtige Klassiker, jedoch gab er bei den drei folgenden Giri d’Italia jeweils vorzeitig auf (auf der zweiten, fünften und vierten Etappe) und das, nachdem er beim Giro 1921 die ersten vier Etappen in Folge gewonnen hatte. 1921 siegte er im Rennen Genua–Nizza.

### Der zweite Girosieg
Doch alle, die Girardengo als Sieger für große Rundfahrten schon abgeschrieben hatten, sollten 1923 eines Besseren belehrt werden: Schon im Frühjahr das dritte Mal bei Mailand–San Remo erfolgreich, fand er im Giro seine Form von 1919 wieder – Gesamtsieg und ganze acht Etappensiege waren die Folge.
Nach einem für seine Verhältnisse unauffälligen Jahr 1924 wurde 1925 das letzte große Jahr von Girardengo: Sein neunter nationaler Meistertitel, der vierte Sieg bei Mailand-San Remo und ein zweiter Gesamtrang hinter dem kommenden Star Alfredo Binda beim Giro mit sechs Etappensiegen, zeigten deutlich, dass Girardengo auch mit 32 Jahren noch zu großen Leistungen fähig war.

### Die Wachablösung
Im Jahr 1926 kam die Wende in seiner Karriere: Nach dem fünften Sieg bei Mailand–San Remo wurde Girardengo nach der unglaublichen und einmaligen Serie von sieben italienischen Meisterschaften in Folge erstmals wieder geschlagen und musste sich mit dem zweiten Platz begnügen – erneut besiegt von Alfredo Binda. Die Wachablösung war endgültig vollzogen, die Ära Girardengo ging ihrem Ende entgegen.
Dies sollte im Jahr 1927 noch deutlicher werden, als er sich bei der erstmals ausgetragenen Weltmeisterschaft (auf der Nürburgring-Nordschleife in Deutschland) wieder Binda geschlagen geben musste und seinen einzigen Sieg in diesem Jahr ausgerechnet im Tandem mit Binda beim Mailänder Sechstagerennen holte.
Girardengo sollte noch neun Jahre professionellen Radsport betreiben, doch mit seinen nunmehr 35 Jahren konnte er mit den jungen Spitzenfahrern nicht mehr Schritt halten. Lediglich der sechste Sieg bei Mailand–San Remo im Jahr 1928 ließ noch einmal seine einstige Klasse durchscheinen. Er gewann jedoch auch noch Radrennen. So siegte er 1928 im Rennen Milano–Modena, das er bereits 1919 und 1920 gewonnen hatte. Auf der Bahn gewann er 1927 und 1928 das Sechstagerennen von Mailand. 
Im Mai 1936 (und damit zwei Monate nach Alfredo Binda!) beendete Costante Girardengo, der erste große Heroe des Radsports, seine aktive Sportlerlaufbahn.

### Nach dem Karriereende
Nach dem Ende seiner Karriere gründete Costante Girardengo in seinem Heimatort Alessandria die Radmarke GIRARDENGO, die (wie damals üblich) auch einen eigenen Profi-Rennstall unterhielt, als deren sportlicher Leiter Girardengo fungierte. Für das Team fuhr unter anderem der dreimalige Weltmeister Rik Van Steenbergen, der 15 Etappensiege beim Giro holen konnte und somit auch für ein italienisches Team sehr interessant war: 1951 holte er für Girardengo sogar den zweiten Platz im Gesamtklassement.

## Il Bandito e il Campione
Eine wahre und tragische Geschichte aus dieser Zeit dreht sich um Girardengos Freundschaft zu einem der bekanntesten zeitgenössischen Banditen Italiens: Sante Pollastri, der zu den größten Fans von Costante Girardengo zählte. Ihm gelang es stets, der Polizei zu entkommen. Erst als ein Polizist seine Verehrung für den Radprofi erkannte, gelang es, Sante Pollastri bei einem Rennen nahe der Zieldurchfahrt festzunehmen, wo er auf die Ankunft seines Freundes wartete. So wurde Sante seine Begeisterung für die Triumphe des Freundes zum Verhängnis.
Vom italienischen Musiker Francesco De Gregori wurde die Geschichte in seinem Lied Il Bandito e il Campione, Text und Musik von Luigi Grechi (Künstlername von Luigi De Gregori, dem Bruder von Francesco), vom gleichnamigen Album (1992/1993) aufgegriffen, der Refrain lautet:
| Vai Girardengo vai grande campione Nessuno ti segue su quello stradone Vai Girardengo non si vede più Sante È dietro a quella curva è sempre più distante | Fahr Girardengo, fahr großer Champion Niemand folgt Dir auf dieser Straße Fahr Girardengo, Sante sieht man nicht mehr Er ist hinter dieser Kurve, er ist immer weiter entfernt |

## Palmarès (Auszug)
- 2× Giro d’Italia (1919, 1923)
  - 30× Etappensieger
- 6× Mailand–Sanremo (1918, 1921, 1923, 1925, 1926, 1928)
- 3× Lombardei-Rundfahrt (1919, 1921, 1922)
- 9× Italienischer Straßenmeister (1913, 1914, 1919, 1920, 1921, 1922, 1923, 1924, 1925)
- 5× Rom–Neapel–Rom (1913, 1921, 1922, 1923, 1925)